# فلسطين في دورة ألعاب التضامن الإسلامي 2021
شاركت دولة فلسطين في دورة ألعاب التضامن الإسلامي 2021 التي أقيمت في مدينة قونية التركية في الفترة من 9 إلى 18 أغسطس 2022.
أعيد جدولة المباريات عدة مرات. في مايو 2021، قام الاتحاد الدولي لكرة القدم بتأجيل الحدث إلى أغسطس 2022 بسبب الوضع الوبائي لكوفيد-19 في البلدان المشاركة.

## الحائزون على الميداليات
| المدالية | الاسم                  | الرياضة                  | الحدث                      | التاريخ  |
| -------- | ---------------------- | ------------------------ | -------------------------- | -------- |
| فضية     | أحمد بهلول             | التايكوندو               | رجال 74 كغم ‏               | 12 أغسطس |
| برونزية  | خالد شعبان ماهر النقيب | كرة الطاولة البارالمبية ‏ | فريق الرجال الدرجة الخامسة | 15 أغسطس |

| الرياضة                  | الأول | الثاني | الثالث | المجموع |
| الكيك بوكسينغ            | 0     | 0      | 1      | 1       |
| كرة الطاولة البارالمبية ‏ | 0     | 0      | 1      | 1       |
| التايكوندو               | 0     | 1      | 0      | 1       |
| المجموع                  | 0     | 1      | 2      | 3       |

### بطولة 3×3 للرجال
المجموعة الأولى 
| م | الفريق  | لعب | ف | خ | Pله | Pع | Pف  | التأهل        |
| - | ------- | --- | - | - | --- | -- | --- | ------------- |
| 1 | السنغال | 3   | 3 | 0 | 51  | 34 | +17 | Quarterfinals |
| 2 | الأردن  | 3   | 1 | 2 | 46  | 47 | −1  | Quarterfinals |
| 3 | قطر     | 3   | 1 | 2 | 45  | 46 | −1  |               |
| 4 | فلسطين  | 3   | 1 | 2 | 41  | 56 | −15 |               |

| 13 أغسطس | تقرير | فلسطين | 12–21 | قطر |  | مركز كاراتاي للمؤتمرات والرياضة [الإنجليزية], قونية |

| 13 أغسطس | تقرير | السنغال | 21–13 | فلسطين |  | مركز كاراتاي للمؤتمرات والرياضة [الإنجليزية], قونية |

| 15 أغسطس | تقرير | الأردن | 14–16 | فلسطين |  | مركز كاراتاي للمؤتمرات والرياضة [الإنجليزية] قونية |

## منافسات أخرى
السباحة الحرة للرجال
| المُنافس       | الحدث   | دور الـ 16    | ربع النهائي                   | نصف النهائي                      | إعادة                          | النهائي/ BM                | النهائي/ BM |
| المُنافس       | الحدث   | الخصم النتيجة | الخصم النتيجة                 | الخصم النتيجة                    | الخصم النتيجة                  | الخصم النتيجة              | الترتيب     |
| ------------- | ------- | ------------- | ----------------------------- | -------------------------------- | ------------------------------ | -------------------------- | ----------- |
| علي أبو رميلة | 61 كغم ‏ | خليج          | عبد الحق (الجزائر) · فوز 15–5 | توروبوف (أوزبكستان) · خسارة 0–11 | —                              | توبال (تركيا) · خسارة 3–11 | 5           |
| مالك دغاش     | 79 كغم ‏ | خليج          | أكدنيز (تركيا) · خسارة 0–9    | —                                | فريتريا (الجزائر) · خسارة 0–10 | —                          | 12          |

## روابط خارجية
- الموقع الرسمي للجمعية الأولمبية الباكستانية